# Raptor (pista sciistica)
La Raptor è una pista sciistica situata a Beaver Creek, in Colorado. È stata costruita in occasione dei Campionati mondiali di sci alpino 2015 parallelamente alla Birds of Prey, con la quale condivide l'arrivo, e ha ospitato le gare femminili di discesa libera e supergigante.

## Tracciato
La pista è caratterizzata una prima parte in lieve pendenza di puro scorrimento, che immette nella parte più tecnica e ripida del tracciato, con curvoni ad alta velocità e numerosi cambi di pendenza. A questo tratto segue una parte di media pendenza che termina nei ripidi muri finali che portano al traguardo, condiviso con l'altra pista dei Mondiali 2015, la Birds of Prey.

## Albo d'oro
Di seguito sono riportati i podi delle gare che si sono disputate sulla Raptor in occasione dei Campionati mondiali di sci alpino 2015.

### Donne

#### Discesa libera
| Data            | Competizione  | Prima     | Seconda        | Terza    |
| --------------- | ------------- | --------- | -------------- | -------- |
| 6 febbraio 2015 | Mondiali 2015 | Tina Maze | Anna Fenninger | Lara Gut |

#### Supergigante
| Data            | Competizione  | Prima          | Seconda   | Terza        |
| --------------- | ------------- | -------------- | --------- | ------------ |
| 3 febbraio 2015 | Mondiali 2015 | Anna Fenninger | Tina Maze | Lindsey Vonn |